# HARD BLUE 蒼穹
HARD BLUE 蒼穹 (はーどぶるーそうきゅう、英題:HARD BLUE) は、2022年の日本映画。監督は公野勉。

## 概要
邦画製作者であった公野勉が脚本・監督した作品。当作はもともとコンテンツ製作の工程実証のためのプロジェクトとして製作された。
2019年3月3日、映画祭で『蒼穹』のタイトルでオープニング上映されたが、2021年に急遽、一般公開が決まって改題・興行されたものである。
『ヴァニタス』『佐々木、イン、マイマイン』に出演した野川雄大が主演。作品内にアニメーション作品『機動戦士ガンダム』より引用するセリフや小道具が登場、監督である富野由悠季の名前もセリフ中に使用されている。この引用は権利元となるサンライズから教育支援の視点で特別に許諾されたものであり、興行に当たって修整・カットはされなかった。
実際の皇室関係のパレード時に撮影を行い、テーマ曲はtakajiiにより提供された。
「父子」をテーマとして日本社会や歴史を風刺しつつ、家族の愛情を描いた作品。

## あらすじ
過激派の一員、タガミナオは一流の狙撃手だったが、単純な性格のため泥仕事ばかりだった。ある日、彼は組織に“オウサマ”の狙撃を命じられる。そして、その任務には、義父に預けていた息子が同行することに。離れていたふたりはやがて心を通わせていくが……

## キャスト
- タガミナオ：野川雄大
- タガミコマ：YAMATO
- カワムラ・センセイ：川村順一
- マツシマ：松嶋創
- マヤ：鎌田美咲

## スタッフ
- 監督：公野勉
- プロデューサー：古川大志、長瀬力丸、玉川隆昭
- 撮影監督：辻橋賢弥、池山喜勇
- 音楽：永山淳一、takajii
- 脚本・美術：古川大志
- 録音：西薗築
- 擬斗：島丈明
- 監督補：高橋裕晃
- 助監督：吉崎富代美、三橋拓真、可児拳弥、大宅孝稀
- 編集・整音・音響制作：矢可部薫、玉川隆昭
- 音響・編集指導：坂井勇士
- ボイススーパーバイザー：喜多村太網
- デジタル合成：渡辺貴幸、本多康平
- コンポジットスーパーアドバイザー：堀誠二
- 特技監督：公野勉
- 協力：文京学院大学本郷キャンパス（武蔵洋一）
- 英語翻訳：桑子順子
- 特別協力：株式会社サンライズ
- 配給　公野研究室
- 宣伝プロデューサー：赤野汐梨
- 宣伝アシスタントプロデューサー：佃陽菜乃
- 宣伝デザイン：德永莉子
- 宣伝制作：坂口まどか
- 宣伝映像プロデューサー：吉澤椋也
- 宣伝映像ディレクター：小林律貴
- 宣伝：隈川知里、野呂龍之介、吾田奏斗、小山あす美、鈴木碧斗、蔵座大、濱川誉彰、家永優衣、川根怜奈、白藤美夢、塙佳奈子、伊藤瑞希、山下桃子、大越凛、小熊健太、笹渡真尋、結城真弦、古越萌華、舩津潤、中野陽和太、出納愛夏、土田杏、高橋美伶、高橋葵、齊田琴音、川路龍汰、和知恵利名、沖山聖菜、小川京介、大網桃果、伊東しおり、石村紅緒
- 配給スーパーバイザー：横澤恵子

## Blu-ray / DVD
初上映時の『蒼穹』のバージョンを劇団飛行船が発売・販売。2020年7月24日より、Blu-rayが発売されている。